# خوسيه غويلرمو أورتيز
خوسيه غويلرمو أورتيز (بالإسبانية: José Guillermo Ortiz)‏ (20 يونيو 1992 في كوستاريكا - ) هو لاعب كرة قدم كوستاريكي في مركز الهجوم، شارك في كوبا سينتروأمريكانا 2017. وشارك مع منتخب كوستاريكا لكرة القدم. أما مع النوادي، فقد لعب مع دي.سي. يونايتد ونادي ألاجولينسي ونادي هيريديانو.

## وصلات خارجية
- خوسيه غويلرمو أورتيز على موقع قاعدة بيانات كرة القدم.إي يو (الإنجليزية)
- خوسيه غويلرمو أورتيز على موقع ناشيونال فوتبول تيمز (الإنجليزية)
- خوسيه غويلرمو أورتيز على موقع Soccerbase.com (لاعب) (الإنجليزية)
- خوسيه غويلرمو أورتيز على موقع Soccerway.com (الإنجليزية)
- خوسيه غويلرمو أورتيز على موقع عالم كرة القدم.نت (الإنجليزية)